# Бага-каган
Чоллиг-Бага-каган (д/н—589) — 7-й великий каган Тюркського каганату в 587—589 роках. В китайських джерелах відомий як Чулохоу.

## Життєпис
Походив з династії Ашина. Другий син великого кагана Кара Іссик-хана, який помер 553 року. Спочатку мав ім'я Шегу. Про молоді роки замало відомостей, втім ймовірно брав участь у всіх війнах каганату.
У 581 році зі сходженням брата Бага-Ишбара-кагана на трон отримав титул ягбу, проте невідомо якою саме областю він керував. Брав участь у війні проти Талоп'єна Апа-кагана. 587 року спільно з Кара-Чурин-Тюрком переміг того у битві біля Бухари. Того ж року після смерті брата обирається великим каганом під ім'ям Бага-каган.
Намагався продовжити політику зі зміцнення каганату, тому виступив проти Кара-Чурин-Тюрка, що став напівнезалежним володарем. Втім в одній з битв 589 року загинув. За легендою загинув у битві з перським військовиком Бахрамом Чубіном. Трон успадкував його небіж Тулан-каган.